# Mouvement démocratique populaire (îles Turques-et-Caïques)
Le Mouvement démocratique populaire (en anglais : People's Democratic Movement ; abrégé PDM) est un parti politique de centre droit des îles Turques-et-Caïques. C'est l'un des deux partis politique dominant avec le Parti national progressiste dans le cadre du bipartisme de l'archipel depuis son autonomie en 1976.